# 2,4,6-トリメチルアニリン
2,4,6-トリメチルアニリン (2,4,6-trimethylaniline) は、化学式が(CH3)3C6H2NH2の化合物である。第2世代グラブス触媒の合成に使われる。消防法に定める第4類危険物 第3石油類に該当する。